# مقبرة بن مسيك الأوروبية
مقبرة بن مسيك الأوروبية هي أكبر مقبرة مدنية في عمالة الدار البيضاء الكبرى في المغرب تبعد بحوالي 6 كيلومترات عن وسط المدينة.
تحوي المقبرة 38 جثمانا للكومنولث البريطاني خلال الحرب العالمية الثانية من بينها قبر المارشال السير كلود أوكنلك، الذي توفي عام 1981 عن عمر يناهز 96 عامًا ودُفن جنبًا إلى جنب مع الشاب ريموند ستيد دو ال14 ربيعا والذي يعد أصغر ضحية معروفة في الكومنولث البريطاني خلال الحرب العالمية الثانية. كما تحوي كذلك قبرين حربيين لجنسيات أخرى وسبعة مقابر غير حربية.